# George Forsyth
George Patrick Forsyth Sommer, noto semplicemente come George Forsyth (Caracas, 20 giugno 1982), è un ex calciatore e politico peruviano, di ruolo portiere.

## Biografia
George è il figlio di Harold Forsyth, un diplomatico peruviano di origine scozzese e di una donna cilena. Nasce a Caracas a causa degli impegni lavorativi del padre, ma presto si trasferisce in Perù, paese di cui acquisisce la cittadinanza (ha anche passaporto britannico).

## Carriera

### Club
Impara i rudimenti di portiere già in tenerissima età, giocando poi nelle varie categorie giovanili della nazionale peruviana.
Importante per la sua formazione anche la permanenza in Germania (altro stato di cui ha il passaporto), dove nella stagione 2002-2003 ha il suo primo contatto con il calcio europeo, militando nella seconda squadra del Borussia Dortmund nella Regionalliga.
L'anno dopo torna in patria e veste la maglia dell'Alianza Lima per quattro stagioni, durante le quali vince due titoli (nel 2004 e nel 2006), affermandosi come uno dei migliori portieri del suo paese, tanto che ben presto bagna il suo esordio nella nazionale maggiore.
Nel corso del mese di agosto 2007 viene messo sotto contratto dall'Atalanta, con cui non scende mai in campo in Serie A, disputando solo una partita di Coppa Italia (sconfitta per 2-1 contro l'Ascoli).
Dal 2008 al 2016 ha giocato nell'Alianza Lima terminando la carriera con questa squadra.

### Nazionale
Da giovane ha militato nella selezione nazionale peruviana delle categorie Under 15, Under 17 e Under 20 (quest'ultima allenata da Julio César Uribe).
Un infortunio al ginocchio nel 2006 lo rallenta, tanto che partecipa alla Copa América 2007 ma non da portiere titolare. In questa manifestazione non scende mai in campo
Esordisce nella nazionale maggiore peruviana il 24 marzo 2007 in occasione dell'incontro amichevole Giappone-Perù 2-0.
Complessivamente ha collezionato 7 presenze con la nazionale maggiore peruviana.

## Statistiche

### Cronologia presenze e reti in nazionale
| Cronologia completa delle presenze e delle reti in nazionale ― Perù | Cronologia completa delle presenze e delle reti in nazionale ― Perù | Cronologia completa delle presenze e delle reti in nazionale ― Perù | Cronologia completa delle presenze e delle reti in nazionale ― Perù | Cronologia completa delle presenze e delle reti in nazionale ― Perù | Cronologia completa delle presenze e delle reti in nazionale ― Perù | Cronologia completa delle presenze e delle reti in nazionale ― Perù | Cronologia completa delle presenze e delle reti in nazionale ― Perù |
| Data                                                                | Città                                                               | In casa                                                             | Risultato                                                           | Ospiti                                                              | Competizione                                                        | Reti                                                                | Note                                                                |
| ------------------------------------------------------------------- | ------------------------------------------------------------------- | ------------------------------------------------------------------- | ------------------------------------------------------------------- | ------------------------------------------------------------------- | ------------------------------------------------------------------- | ------------------------------------------------------------------- | ------------------------------------------------------------------- |
| 24-3-2007                                                           | Yokohama                                                            | Giappone                                                            | 2 – 0                                                               | Perù                                                                | Amichevole                                                          | -1                                                                  | 46’                                                                 |
| 3-6-2007                                                            | Madrid                                                              | Ecuador                                                             | 1 – 2                                                               | Perù                                                                | Amichevole                                                          | -1                                                                  |                                                                     |
| 6-6-2007                                                            | Barcellona                                                          | Perù                                                                | 0 – 2                                                               | Ecuador                                                             | Amichevole                                                          | -2                                                                  |                                                                     |
| 27-3-2008                                                           | Iquitos                                                             | Perù                                                                | 3 – 1                                                               | Costa Rica                                                          | Amichevole                                                          | -1                                                                  | 81’                                                                 |
| 9-6-2008                                                            | Chicago                                                             | Messico                                                             | 4 – 0                                                               | Perù                                                                | Amichevole                                                          | -4                                                                  |                                                                     |
| 3-6-2014                                                            | Lucerna                                                             | Svizzera                                                            | 2 – 0                                                               | Perù                                                                | Amichevole                                                          | -2                                                                  |                                                                     |
| 9-9-2014                                                            | Doha                                                                | Qatar                                                               | 0 – 2                                                               | Perù                                                                | Amichevole                                                          | -                                                                   |                                                                     |
| Totale                                                              |                                                                     | Presenze                                                            | 7                                                                   |                                                                     | Reti                                                                | -11                                                                 |                                                                     |

## Palmarès

### Club

#### Competizioni nazionali
- Campionato peruviano: 2

Alianza Lima: 2004, 2006
- Copa Inca: 1

Alianza Lima: 2014